# Raosova kula
Raosova kula je fortifikacijski objekt u Vrgorcu, Hrvatska. Pripada nizu dobro očuvanih materijalnih ostataka osmanske kulturne baštine u gradu, prije svega kulâ.
U gradu je danas osam turskih kula znane pod imenima Avala, Dizdarevićeva kula (Kapetanovića kula), Cukarinovićeva kula, Pakerova kula, Muminova kula, Raosova kula. Kao malo gdje na jugu Hrvatske, naglašene su u naselju i brojem i po položaju. Namjena im je bila stambena i obrambena. Služila su kao sigurno prenoćište. Prenoćište je bila caru Franji Josipu kad je 1875. putovao ka Metkoviću. Zabilježeno je da je car Vrgorčane nazvao mudrima i snažnima.

## Vanjske poveznice
- TZ Vrgorac  Arhivirana inačica izvorne stranice od 6. ožujka 2016. (Wayback Machine)